# كلية دفاع الناتو
كلية دفاع الناتو هي كلية عسكرية دولية لمنظمة حلف شمال الأطلسي الناتو والموجودة في روما بإيطاليا. والجنرال ديتر وولف لوثر من الجيش الألماني هو قائد الكلية منذ آذار/مارس 2008. وعلى مدى ستين عاماً تقريبا كانت الكلية تدرب وتعلم القادة العسكريين والمدنيين الذين واصلوا العمل في مقر حلف الناتو، وكذلك في المجالات الدبلوماسية والعسكرية ذات الصلة في دولهم.

## التاريخ

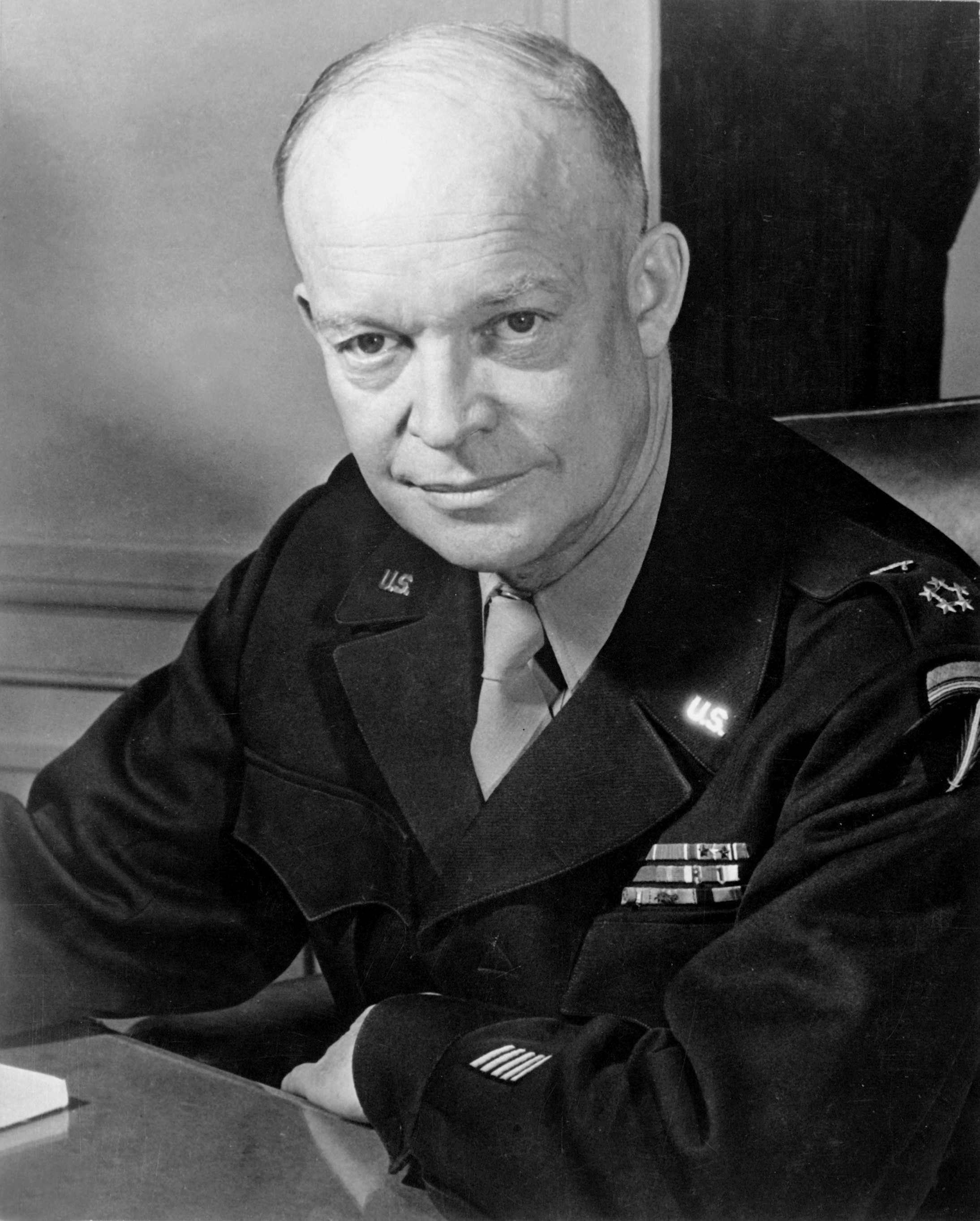
الجنرال دوايت أيزنهاور

فكرة كلية دفاع حلف الناتو قد نشأت مع الجنرال دوايت أيزنهاور، والذي شغل منصب القائد الأعلى لقوات الحلفاء في أوروبا، ومن الذين حددوا مبكراً بشأن الحاجة إلى مؤسسة دولية جديدة بمهمة تعليم فريدة من نوعها.
في 19 تشرين الثاني/نوفمبر 1951، كلية دفاع حلف الناتو فتحت أبوابها لأول دورة في باريس.
في عام 1966، فرنسا انسحبت من الهيكل العسكري الموحد للحلف والكلية لروما حيث تواصل أداء مهمتها.
في 10 أيلول/سبتمبر 1999، افتتح بناء الكلية الجديدة وهي مرتين بحجم البناء القديم في مدينة سيكتشيجنولا [الإيطالية] العسكرية والتي تبعد 2 كم من الموقع السابق.
في 25 أيلول/سبتمبر 2001، كلية دفاع حلف الناتو احتفلت بالذكرى السنوية الخمسين واستضافة المؤتمر السنوي الثامن والأربعين.
في عام 2009 تم الاحتفال بالذكرى السنوية الستين لمنظمة حلف شمال الأطلسي في سيكتشيجنولا.

## المهام
استجابة للتوجيهات الاستراتيجية الصادرة بكلية الدفاع الناتو عن مجلس شمال الأطلنطي ومنظمة حلف شمال الأطلسي، ومن مهام كلية دفاع الناتو:
- الإسهام في فعالية وتماسك التحالف.
- تطوير التفكير الاستراتيجي بشأن القضايا السياسية والعسكرية.
- تشكيل قطب للتدريب والدراسات والبحوث، والتي تسهم في:
  - إعداد الضباط والمسؤولين ممن يتم اختيارهم لمهمة حلف شمال الأطلسي والتعيينات ذات الصلة.
  - تحقيق الدراسات الأكاديمية والبحثية لدعم أنشطة التحالف.
  - وتتعاون مع غيرها من المؤسسات التعليمية من حلف شمال الأطلسي في تدريب موظفيها.

## الأعمال الرئيسية
التعليم
وتعقد ثلاث دورات في الكلية:
الدورة المتقدمة: وهي الدورة الأكثر أهمية في المركز. مدتها خمس أشهر ونصف وتعقد مرتين في السنة. يتم قضاء حوالي 15 أسبوعا في الكلية، وبقية الوقت دراسات الميدانية. وهناك يومين إلى ثلاثة تدريب على إدارة الأزمات في نهاية الدورة التدريبية. الدورة مفتوحة للموظفين الضباط والمسؤولين المدنيين والدبلوماسيين.
دورة الجنرالات وكبار الضباط والسفراء: وتسعى هذه الدورة الرفيعة المستوى لتعزيز التفاهم المتبادل للمخاوف الأمنية والمصالح والقدرات بين العاملين وكبار الضباط والمدنيين رفيعي المستوى بما في ذلك سفراء الناتو من أجل السلام.
دورة الناتو للتعاون الإقليمي: بتكليف من مجلس شمالي الأطلسي في قمة ريغا في عام 2006، وبعد عامين من التحضير تم افتتاح الدورة في الكلية عام 2009 لربط القضايا ذات الاهتمام للعضو المنتدب ولجنة التحقيق الدولية ومنظمة حلف شمال الأطلسي، وتطوير التفاهم المتبادل، وإقامة الشبكات فيما بين المشاركين.
الأبحاث
تجرى البحوث في كلية دفاع حلف الناتو من خلال شعبة البحوث، ويقدم لقادة الناتو التحليلات والتوصيات حول القضايا الراهنة بشأن التحالف. ويمكن لأنشطة شعبة البحوث المساعدة على نقل مواقف منظمة حلف شمال الأطلسي إلى جمهور أوسع من المجتمع الدولي. وشعبة البحوث تؤدي مهامها بصورة رئيسية من خلال الأوراق البحثية، مقالات أكاديمية وتقارير قصيرة، أوراق منتدى ودراسات معمقة وتحليلات وتقارير.
وخلال العام الماضي، نشرت شعبة البحوث نحو 20 دراسة وتحليل، وحوالي 30 مقالا في مجلات (إنترناشونال هيرالد تريبيون [الإنجليزية]، أخبار الدفاع [الإنجليزية]، واشنطن تايمز، الخ)، ونشرت بانتظام في صحيفة نيويورك تايمز، نيوزويك، صحيفة لو فيغارو، ووكالات أنباء مختلفة وما إلى ذلك. كما نظمت شعبة البحوث 8 مؤتمرات وحلقات عمل. وشاركت في مؤتمر ريكيافيك بشأن الأمن في القطب الشمالي، وحلقة عمل اللجنة العسكرية حول المفهوم الاستراتيجي.